# چسبندگی جفت
چسبندگی جفت یا جفت اکرتا (به انگلیسی: Placenta Accreta) عارضه‌ای است که طی آن جفت به سطح دیوارهٔ رحم مادر بیش از حد نفوذ می‌کند که عارضه‌ای خطرناک در دوران بارداری است. وجود چسبندگی جفت منجر به قرار گرفتن آن بارداری در ردهٔ بارداری‌های پرخطر خواهد شد.

## عارضه‌های مشابه چسبندگی جفت
عارضه‌های مشابه جفت اکرتا که شیوع کمتری نسبت به آن دارند شامل جفت اینکرتا ( به انگلیسی: Placenta increta؛ که در آن جفت به درون ماهیچه‌های رحم نفوذ می‌کند) و جفت پرکرتا ( به انگلیسی: Placenta Percreta؛ که در آن جفت به درون دیوارهٔ رحم و گاهی به اندام‌های نزدیک آن نفوذ می‌کند) است.

## عوامل مؤثر در ایجاد چسبندگی جفت
شیوع مرگ و میر مادران در ارتباط با جفت و عوارض آن ناشناخته، اما قابل توجه است. عواملی که تاکنون به عنوان ریسک فاکتورهای چسبندگی جفت شناخته شده‌است شامل موارد زیر است:
- سابقهٔ سزارین یا هر نوع عمل جراحی رحمی
- جفت سر راهی
- زایمان‌های مکرر
- مواردی مثل فیبروئید رحم یا بافت زخم در دیوارهٔ رحم
- مصرف سیگار
- بارداری در سن بالای ۳۵ سال[۴]

## تشخیص چسبندگی جفت
دلیل مهم تشخیص قطعی جفت قبل از زایمان این است که به پزشک اجازه و زمان مناسب می‌دهد تا او و تیم پزشکی بتوانند مادر باردار را تحت نظر بگیرند و برنامه‌ریزی درستی را در تلاش برای به حداقل رساندن بیماری و مرگ و میر بالقوه مادر یا نوزاد داشته باشند. تشخیص چسبندگی جفت معمولاً توسط سونوگرافی انجام می‌شود که گاهی نیز با تصویربرداری رزونانس مغناطیسی یا MRI تکمیل می‌شود. همچنین گاهی ممکن است با انجام آزمایش خون، افزایش سطح آلفافتوپروتئین را در خون بررسی کنند، چون چسبندگی جفت می‌تواند سطح این پروتئین را در خون افزایش دهد.

## عوارض چسبندگی جفت
در صورت تشخیص چسبندگی جفت، ممکن است انجام سزارین و خارج کردن رحم یا فقط بخشی از رحم به همراه جفت لازم باشد. این کار باعث می‌شود که از خونریزی بیش از حد پیشگیری کرد که ممکن است جان مادر را تهدید کند. همچنین چسبندگی جفت احتمال زایمان زودرس را افزایش می‌دهد.
اما اگر چسبندگی جفت به وقع تشخیص داده نشود، ممکن است عوارضی مثل صدمه به ارگان‌های داخلی اطراف رحم مثل روده‌ها، مثانه و اطراف لگن وجود داشته باشد.